# Hyvinkää
Hyvinkää (en sueco Hyvinge) es una ciudad y municipio en la región de Uusimaa, aproximadamente 59 km al norte de la ciudad de Helsinki. Hyvinkää tiene una población de 45,749 (2013).
Las conexiones por carretera y ferroviarias hacen a Hyvinkää uno de los suburbios del Área Metropolitana de Helsinki. El planeamiento urbano de Hyvinkää se ha enfatizado en las facilidades de recreación, a sabiendas de que el modesto centro del pueblo no puede competir con las grandes tiendas y boutiques de la capital. El pueblo cuenta con el Museo Finlandés de Ferrocarril.

## Historia
Desde los 1500's ha existido una taberna en el área ahora conocida como Hyvinkäänkylä, que se encuentra aproximadamente a medio camino entre Helsinki y Hämeenlinna. También hay registros que muestran la existencia de viviendas en esa área por los mismos años.
La villa de Hyvinkää se fue gradualmente formando a finales del siglo XIX. La construcción del ferrocarril a través de Finlandia, marcó al punto inicial del veloz crecimiento.